# CH–46 Sea Knight
A CH–46 Sea Knight háromhajtóműves, tandemelrendezésű, két főrotoros, úszóképes közepes szállító helikopter, melyet a Boeing Vertol fejlesztett ki az Amerikai Tengerészgyalogság (USMC) számára. Gyártói típusjele Vertol 107, a nagyobb CH–47 Chinook alapján fejlesztették ki. A helikoptertípust tengerészgyalogosok (17 fő) mélységi telepítésére és utánpótlásaik szállítására alakították ki, ezért a géptörzs hátsó részén nagyméretű, le- és felhajtható rámpa lett kialakítva. A támadás támogatása az elsődleges feladatköre, az ellátmányszállítás másodlagos. Kiegészítő feladatkörei közé tartozik a harci támogatás, kutató-mentő bevetések, valamint az előretolt (mélységi) hadtápcsomópontok ellátása, a sebesültkihordó (CASEVAC) és TRAP (Tactical Recovery of Aircraft and Personnel) bevetések.
Polgári változata a BV 107–II, ismertebb nevén egyszerűen csak „Vertol”.
Számos változata készült az 1960-as évek közepe óta, hat ország üzemeltette haderejében, közülük kettő (USA, Szaúd-Arábia) üzemelteti még.